# Rentrée littéraire 2014
 (janvier 2016).
La rentrée littéraire 2014 est la rentrée littéraire qui a lieu à compter d'août 2014,.  

## France
Il s'agit d'une rentrée littéraire riche de 607 romans dont 404 titres français et 203 titres étrangers. On note également 75 premiers romans.

### Romans
- Olivier Adam, Peine perdue[4].
- Frédéric Beigbeder, Oona et Salinger[5].
- Thierry Beinstingel, Faux Nègres[6].
- Aurélien Bellanger, L'Aménagement du territoire[7].
- Geneviève Brisac, Dans les yeux des autres[8].
- Emmanuel Carrère, Le Royaume[9].
- Patrick Deville, Viva[10].
- Sophie Divry, La Condition pavillonnaire[11].
- Christophe Donner, Quiconque exerce ce métier stupide mérite tout ce qui lui arrive[12].
- Serge Joncour, L'Écrivain national[13].
- Fiston Mwanza Mujila, Tram 83[14].
- Amélie Nothomb, Pétronille[15].
- Éric Reinhardt, L'Amour et les Forêts[16].
- Olivia Rosenthal, Mécanismes de survie en milieu hostile[17].
- Leïla Slimani, Dans le jardin de l'ogre[18].
- Joy Sorman, La Peau de l'ours[19].
- Éric Vuillard, Tristesse de la terre[20].